# Red de museos comarcales de Cataluña
La Red de museos comarcales de Cataluña es una red de museos locales de Cataluña, España. Fue creada por Decreto 222/1982, de 12 de julio, por la Generalidad de Cataluña.

## Historia
El 1982 se creó esta red de museos comarcales, inicialmente vinculada a la Dirección general del Patrimonio Artístico, con la voluntad de proporcionar unidad de criterio en la organización y coordinación de actuaciones y la aportación de los servicios complementarios que garantizaran que todos los museos integrados podrían ofrecer al público, en general, y a los estudiosos, en particular, la prestación de un servicio cultural homogéneo y eficaz, que, al mismo tiempo, asegurara una base para la formación y gestión de los Museos Nacionales con los cuales se quería diseñar un sistema de reciprocidad de servicios. 
Podían obtener la calificación de Museo Comarcal, previa a la integración en la Red, aquellos museos que reunieran las condiciones idóneas de ubicación, capacidad técnica y organizativa, pluralidad de disciplinas y recursos económicos, de entre los existentes a las comarcas catalanas. Reglamentariamente se fijaron las condiciones mínimas para obtener la calificación. La integración en la Red se hacía mediante orden de la Consejería de Cultura, en aquella época Max Cahner.
A cambio, el Departamento de Cultura de la Generalidad de Cataluña proporcionaba a los museos integrados asesoramiento técnico y organizativo, los servicios de restauración y tratamiento de materiales, y si se estimaba, de documentación y de difusión del patrimonio museístico. El Departamento asigna el personal técnico y los fondos económicos que considere adecuados para el buen funcionamiento de los museos, dentro de sus posibilidades presupuestarias. Eran gestionados por un órgano colegiado en el cual había al menos un representante del Departamento de Cultura y una representación de los otros Museos de la comarca integrados en la Red.
El 1990 se publicó la ley de museos que pasaba a definir los museos comarcales como museos que cumplen, básicamente, la función de recogida, conservación, documentación, estudio y difusión de los testigos culturales más representativos de la comunidad en que están implantados. Dichos museos podían actuar como centros activos en su área de influencia, participando en el impulso de iniciativas culturales diversas. También indicaban que los consejos comarcales y los ayuntamientos de los municipios donde radican tienen que participar necesariamente en la gestión del museo comarcal correspondiente. Igualmente, los ayuntamientos tienen que participar en la gestión del museo local correspondiente.